# Edmond Grin
Edmond Grin (* 11. September 1895 in Suchy; † 9. Mai 1977 in Lausanne) war ein Schweizer evangelischer Geistlicher und Hochschullehrer.

## Leben

### Familie
Edmond Grin war der Sohn des Pfarrers François Grin und dessen Ehefrau Bertha (geb. Voruz).
Sein Cousin war Henri Guisan, während des Zweiten Weltkriegs Oberbefehlshaber der Schweizer Armee; bei dessen Staatsbegräbnis hielt er in der Kathedrale Notre-Dame die Trauerrede.
Er war verheiratet mit Madeleine (geb. Moreillon).

### Werdegang
Edmond Grin immatrikulierte sich zu einem Theologie- und Philosophiestudium an der Universität Lausanne und setzte das Studium an der Universität Zürich, der Universität Straßburg, der Universität Paris sowie der Universität Marburg fort; 1922 erfolgte seine Ordination.
Von 1922 bis 1926 war er als Pfarrer in Chesalles-sur-Moudon und von 1926 bis 1932 in Echallens tätig. 1934 wurde er als Lehrer am kantonalen Gymnasium in Lausanne angestellt und unterrichtete dort bis 1956.
1932 wurde er ausserordentlicher Professor für Systematische Theologie an der Universität Lausanne, bevor er 1938 als ordentlicher Professor berufen wurde und bis 1966 in seinem Lehramt blieb; in dieser Zeit war er von 1938 bis 1940 Dekan der Theologischen Fakultät und von 1956 bis 1958 Rektor der Universität und präsidierte 1958 auf der schweizerischen Rektorenkonferenz.

### Berufliches und gesellschaftliches Wirken
Edmond Grin wies in seinen Schriften dem Theologen Alexandre Vinet immer wieder eine hervorragende Stellung in der theologischen Tradition zu.
Er veröffentlichte unter anderem 1930 Les origines et l'évolution de la pensée de Charles Secrétan.
Er war ein Schüler von Emil Brunner und machte Dietrich Bonhoeffer in der französischsprachigen Welt bekannt.
Er war auch gesellschaftlich und politisch aktiv und setzte sich unter anderem 1957 für den Erhalt des Schweizerischen Nationalparks im Unterengadin ein. 1962 war er Mitunterzeichner einer Erklärung zahlreicher waadtländischer Persönlichkeiten, die sich für eine Verwerfung der Atomverbotsinitiative einsetzten; dazu war er auch  Vorstandspräsident der Zeitung Semeur vaudois der waadtländischen Landeskirche.

## Ehrungen und Auszeichnungen
- 1931 erhielt Edmond Grin den Preis der Stiftung Lucerna, die 1924 von dem Luzerner Bankier Emil Sidler[11] gegründet wurde und eine interessierte Öffentlichkeit an einem interdisziplinären Diskurs über Fragen der Wissenschaft und Kunst teilnehmen lassen möchte[12].
- Die Universität Basel ernannte ihn zum Ehrendoktor.

## Schriften (Auswahl)
- La morale chrétienne sur la base de la foi réformée. Aarau, 1929.
- Les origines et l'évolution de la pensée de Charles Secrétan. Lausanne: Bibliothèque de la Faculté de Théologie, 1930.
- Morale de la conscience et morale de la grâce. Lausanne, 1934.
- La notion protestante des ‘oeuvres‘. Lausanne, 1937.
- Quelques aspects de la pensée théologique du professeur Paul Chapuis. Lausanne: Impr. La Concorde, 1940.
- Théologie pastorale ou théorie du ministère évangélique. Lausanne; Genève: Payot, 1942.
- Le rôle de la conscience morale dans la théologie romande et dans l'Evangile. Neuchâtel; Paris: Delachaux et Niestlé, 1946.
- Emile Golay; Charles Masson; Edmond Grin: Ancien Testament et Parole de Dieu. Lausanne: Bibliothèque de la Faculté de Théologie, 1946.
- Vinet et son influence sur la pensée protestante. Neuchâtel, 1947.
- Expérience religieuse et témoinage du Saint-Esprit. Valence-sur-Rhône : Imprimeries réunies, 1947.
- Les exigences de l'Evangile et la question sociale. Lausanne: Impr. la Concorde, 1950.
- Edmond Grin; Paul Tournier: Jean-Christophe Blumhardt et son fils: Guérison des corps, guérison des âmes. Genève: Ed. Labor et fides, 1952.
- Un profeta sociale di ieri e di oggi: Charles Secretan. Firenze: Ed. Centro Internazionale di Studi Spirituali Per La Visione Interiore, 1956.
- Existentialisme et morale chrétienne. Bâle: F. Reinhardt, 1956.
- Un mystique lausannois: Alexandre Vinet. Florence: Ed. International Centre For Spiritual Studies, 1957.
- De Calvin à Charles Secrétan: une étape de la peusée économique et sociale protestante. Bâle : Reinhardt, 1960.
- Théologie systématique en Suisse Romande. Lausanne 1966.
- Ein Jahrhundert ethischer Theologie in französischer Sprache: von Charles Secrétan zu Jacques Ellul (1880–1965). 1966.
- La pensée d'un prophète contemporain: A. Dumas, Une théologie de la réalité, Dietrich Bonhoeffer. Montpellier, 1969.
- Situer Dietrich Bonhoeffer par la découverte de son ‘Sitz im Leben‘. Montpellier 1971.